# فورشوكستين
يُباع فورشوكستين تحت الأسماء التجارية ترينتيلكس وبرينتيلكس وغيرها، هو دواء يُستخدم لعلاج الاضطراب الاكتئابي كبير. يُنظر إلى الفعالة هذا الدواء على أنها مماثلة لفعالية مضادات الاكتئاب الأخرى. في المملكة المتحدة، يُوصى به فقط للأشخاص الذين لم يتحسنوا بشكل كافٍ مع اثنين آخرين من مضادات الاكتئاب. يؤخذ عن طريق الفم.
تتضمن التأثيرات الجانبية الشائعة: الغثيان والقياء والإمساك والعجز الجنسي، بينما قد تتضمن التأثيرات الجانبية الشديدة ميول الأشخاص الذين تقل أعمارهم عن 25 عامًا للانتحار وإحداث متلازمة السيروتونين والنزف والهوس ومُتلازمة الإفراز غير الملائم للهرمون المضاد لإدرار البول.
قد تحدث متلازمة الانسحاب عند خفض الجرعة سريعًا، ولا يُنصح عمومًا باستخدام الفورشوكستين في أثناء الحمل والإرضاع. يُصنف الدواء ضمن معدلات ومحفزات السيروتونين، وآلية عمله غير واضحة تمامًا، لكنها تبدو مرتبطة بزيادة مستويات السيروتونين، وقد يتفاعل مع مستقبلات معينة للسيروتونين.
نال الدواء موافقة الاستخدام الطبي في الولايات المتحدة عام 2013. وأصبح في عام 2017 في المرتبة 312 في قائمة أشيع الأدوية الموصوفة في الولايات المتحدة بأكثر من مليون وصفة.

## الاستخدامات الطبية
يُستخدم فورشوكستين لعلاج الاضطراب الاكتئابي الشديد، ويبدو أن فعاليته مشابهة لمضادات الاكتئاب الأخرى، لكنه يملك حجم تأثير أقل. قد يستخدم الفورشوكستين عند فشل العلاجات الأخرى. استنتجت مراجعة كوكرين عام 2017 أن دور الفورشوكستين في علاج الاكتئاب الشديد ما يزال مبهمًا بسبب نوعية الأدلة المنخفضة والحاجة إلى مزيد من الدراسات لمقارنة الفورشوكستين مع مثبطات امتصاص السيروتونين الانتقائية التي تعد خط العلاج النموذجي الأول.
يُعد الفورشوكستين من الأدوية المستخدمة دون تصريح لعلاج القلق. كشفت مراجعة عام 2016 عدم فائدته في الجرعات 2.5 و5 و10 مغ لعلاج اضطراب القلق المعمم (لم يُدرس تأثير جرعتي 15 و20 ملغ). وجد تحليل تلوي عام 2019 أنّ دواء الفورشوكستين لم يبد تفوقًا إحصائيًا على الدواء الموهم في تخفيف أعراض اضطراب القلق المعمم وتحسين نوعية الحياة ومعدلات الهجوع، لكن المرضى أظهروا مستويات جيدة من التحمل. دعم تحليل تلوي عام 2018 استخدام الفورشوكستين وفعاليته في علاج اضطراب القلق المعمم، وأشار كذلك إلى ضرورة إجراء المزيد من الأبحاث لتعزيز الأدلة.
خلصت مراجعة منهجية وتحليل تلوي عام 2021 إلى وجود التباس في فعالية الفورشوكستين المضادة للقلق نظرًا إلى انخفاض جودة الأدلة الحالية.
في تحليل تلوي شبكي عام 2020 للتجارب العشوائية المضبوطة، ارتبط الفورشوكستين مع أدنى نسب الهجوع في اضطراب القلق المعمم بين الأدوية المدرجة في الدراسة (نسبة الأرجحية = 1.30 للفورشوكستين، بينما تتراوح نسبة رجحان الأدوية الأخرى بين 1.13 - 2.70).

### الجرعة
يوصى بإعطاء جرعة 10 مغ/يوم في بداية العلاج، وزيادتها لاحقًا وفق تحمل المريض حتى 20 ملغ/اليوم. يمكن اعتماد جرعة 5 ملغ/اليوم عند من لا يتحملون جرعات أعلى. تبلغ الجرعة القصوى الموصى بها 10 ملغ/ يوم لدى المصابين بخلل في استقلاب سيتوكروم 2 دي 6، ويجب خفض الجرعة إلى النصف أيضًا عند من يتناولون مثبطات السيتوكروم القوية.
يمكن إيقاف الدواء مباشرةً دون الحاجة إلى خفض الجرعة التدريجي، لكن ينصح بدايةً بتخفيض الجرعات التي تتراوح بين 15 إلى 20 ملغ/ يوم إلى 10 ملغ/ يوم قبل أسبوع من إيقافه تمامًا إن أمكن.

### الأشكال الدوائية المتاحة
يتوافر الفورشوكستين بشكل مضغوطات فموية ملبسة بالفلم ذات تحرر مباشر بتراكيز 5 و10 و15 و20 ملغ.

## مضادات استطباب الفورشوكستين
يمنع استخدام الدواء عند المصابين بحساسية شديدة تجاهه أو تجاه أي من مكوناته، وكذلك يمنع استخدامه بالتزامن مع مثبط أكسيداز أحادي الأمين لأنه قد يحرض متلازمة السيروتونين.

## التأثيرات الضارة للفورشوكستين
التأثيرات الجانبية للفورشوكستين بجرعات مختلفة في التجارب السريرية:
| التأثيرات الجانبية | الدواء الموهم | الفورشوكستين | الفورشوكستين | الفورشوكستين | الفورشوكستين | الدولوكسيتين |
| التأثيرات الجانبية | الدواء الموهم | 5 ملغ/ يوم   | 10 ملغ/ يوم  | 15 ملغ/ يوم  | 20 ملغ/ يوم  | 60 ملغ/ يوم  |
| الكل | 62 %          | 66 %         | 67 %         | 70 %         | 73 %         | 77 %         |
| الغثيان | 9 %           | 21 %         | 26 %         | 32 %         | 32 %         | 36 %         |
| القياء | 1 %           | 3 %          | 5 %          | 6 %          | 6 %          | 4 %          |
| الإسهال | 6 %           | 7 %          | 7 %          | 10 %         | 7 %          | ؟            |
| الإمساك | 3 %           | 3 %          | 5 %          | 6 %          | 6 %          | 10 %         |
| جفاف الفم | 6 %           | 7 %          | 7 %          | 6 %          | 8 %          | ؟            |
| تطبّل البطن | 1 %           | 1 %          | 3 %          | 2 %          | 1 %          | ؟            |
| الدوخة | 6 %           | 6 %          | 6 %          | 8 %          | 9 %          | ؟            |
| الأحلام الغريبة | 1 %           | 1 % >        | 1 % >        | 2 %          | 3 %          | ؟            |
| الحكة | 1 %           | 1 %          | 2 %          | 3 %          | 3 %          | ؟            |
| ملاحظات: قورن بين الفورشوكستين مع الدولوكسيتين (مثبطات امتصاص السيروتونين والنورإبينفرين) مباشرةً في التجارب السريرية العشوائية. تتضمن التأثيرات الجانبية الأخرى المرصودة في التجارب السريرية على الفورشوكستين: الصداع والأعراض الأنفية والنعاس وفرط التعرّق. |               |              |              |              |              |              |

يعد الغثيان والقياء والإمساك والعجز الجنسي من أكثر التأثيرات الجانبية المرصودة شيوعًا للفورشوكستين، وقد بلغت نسبة هذه التأثيرات الجانبية (باستثناء الغثيان والعجز الجنسي) 10 % على الأكثر بين المشاركين في الدراسة. شكت نسبة كبيرة من الموضوعين على الدواء الموهم من هذه التأثيرات الجانبية أيضًا. بلغت نسبة إيقاف العلاج بسبب التأثيرات الضارة في التجارب السريرية 8% للفورشوكستين مقابل 3% للدواء الموهم.
يعد العجز الجنسي (الذي يشمل انخفاض الرغبة الجنسية واضطراب النشوة الجنسية وتأخر القذف وضعف الانتصاب) من التأثيرات الجانبية المعروفة لمثبطات امتصاص السيروتونين الانتقائية ومثبطات امتصاص السيروتونين والنورإبينفرين. يحدث العجز الجنسي عند استخدام الفورشوكستين في التجارب السريرية بتواتر أكبر من الدواء الموهم اعتمادًا على الجرعة المعطاة.
تراوحت نسبة حالات العجز الجنسي الناجم عن العلاج بالدواء الموهم والمقاس باستخدام مقياس أريزونا للتجربة الجنسية بين 14-20%، بينما تراوحت نسبة الحالات الناجمة عن الفورشوكستين بين 16-34% بجرعة تتراوح بين 5-20 ملغ/يوم. كان معدل الإصابة بالعجز الجنسي بسبب الفورشوكستين مماثلًا لذاك المرافق للدولوكسيتين الذي يبلغ 26-28% عند استخدام جرعة 60 ملغ/ يوم.
يتحسن العجز الجنسي الناجم عن معالجة سابقة بمثبطات امتصاص السيروتونين الانتقائية بصورة أفضل عند استبدال الفورشوكستين بها بدلًا من الإسيتالوبرام. أدى استخدام الفورشوكستين في دراسة أخرى بجرعة 10 ملغ/يوم (وليس 20 ملغ/ يوم) إلى تخفيف الإصابة بالعجز الجنسي مقارنةً مع الباروكسيتين.
تشير هذه النتائج إلى أن الفورشوكستين ما يزال مسؤولًا عن العجز الجنسي لكن بدرجة أقل نسبيًا من مثبطات امتصاص السيروتونين الانتقائية، وقد يكون بديًلا جيدًا لمن يعانون من عجز جنسي محدث بهذه الأدوية.
تقل معدلات الإبلاغ الطوعي أو العفوي عن العجز الجنسي المُحدث بالفورشوكستين كثيرًا عن المعدلات المقاسة اعتمادًا على مقياس أريزونا للتجربة الجنسية، وتتراوح في التجارب السريرية بين <1 إلى 5% للفورشوكستين مقابل <1 إلى 2% للعلاج الموهم.
لم تُلاحظ تغيرات مهمة في وزن الجسم (زيادة أو نقصان) عند تناول الفورشوكستين في التجارب السريرية، لكنه قد يسبب برودًا عاطفيًا بدرجة أقل من مثبطات امتصاص السيرتونين الانتقائية ومثبطات امتصاص السيرتونين والنورإبينفرين استنادًا إلى دراستين سريريتين تمهيديتين.
قد يؤدي تناول الفورشوكستين بالتزامن مع الأدوية سيروتونينية المفعول مثل مثبطات أكسيداز أحادي الأمين ومثبطات امتصاص السيرتونين الانتقائية إلى حدوث متلازمة السيروتونين.
جدول يوضح العجز الجنسي المُحدث بجرعات مختلفة بالفورشوكستين في التجارب السريرية:
| طريقة التقييم | الفئة | الدواء الوهمي | الفورشوكستين | الفورشوكستين | الفورشوكستين | الفورشوكستين | الدولوكسيتين |
| طريقة التقييم | الفئة | الدواء الوهمي | 5 ملغ/ يوم   | 10 ملغ/يوم   | 20 ملغ/ يوم  | 60 ملغ/ يوم  | 60 ملغ/ يوم  |
| العجز الجنسي وفق مقياس أريزونا للتجربة الجنسية                                                                                | رجال  | 14 %          | 16 %         | 20 %         | 29 %         | 26 %         | 26 %         |
| العجز الجنسي وفق مقياس أريزونا للتجربة الجنسية                                                                                | نساء  | 20 %          | 22 %         | 23 %         | 34 %         | 28 %         | 28 %         |
| العجز المبلغ عنه طوعيًا | رجال  | 2 %           | 3 %          | 4 %          | 5 %          | ؟            | ؟            |
| العجز المبلغ عنه طوعيًا | نساء  | 1 % >         | 1 % >        | 1 %          | 2 %          | ؟            | ؟            |
| ملاحظات: قورن الفورشوكستين مع الدولوكسيتين (من مثبطات امتصاص السيرتونين والنورإبينفرين) مباشرةً في التجارب السريرية العشوائية. |       |               |              |              |              |              |              |